# Franck Arnal
Pour les articles homonymes, voir Arnal.
Ne doit pas être confondu avec Frank Arnal.
Franck Arnal, né le 30 octobre 1898 à Vialas (Lozère) et décédé le 23 juin 1985 à Hyères (Var), est un pharmacien, résistant et homme politique socialiste français.

## Biographie
Franck Arnal est membre du Parti socialiste SFIO à partir de 1921.
Pendant la Seconde Guerre mondiale, il est résistant dès 1940, membre du réseau F2, puis du mouvement Combat, chef régional du service de renseignement des Mouvements unis de la Résistance, président du comité de Libération du Var en 1944, il est nommé président de la délégation spéciale pour remplir les fonctions de maire de Toulon du 4 septembre 1944 au 18 mai 1945.
Il est élu conseiller général de 1945 à 1948, député socialiste de 1945 à 1958. Vice-président de la commission de la défense nationale, il préside deux commissions d'enquête sur les généraux (1950-1951) et sur le trafic des piastres indochinoises (1953).
Il est secrétaire d'État à la Marine dans le gouvernement Bourgès-Maunoury (1957). N'étant pas désigné comme candidat socialiste aux sénatoriales de 1959 après son échec aux législatives de l'année précédente, il quitte la SFIO.
En tant que pharmacien, il a des fonctions de responsabilité à l'Ordre national des pharmaciens : vice-président du Conseil national (de 1945 à 1946) puis président (de 1946 à 1954 et de 1961 à 1979), enfin président d'honneur, vice-président de la Fédération internationale pharmaceutique. Il est à l'origine de la création des sections E (1948 : pharmaciens des départements d'outre-mer), F (1953 : pharmaciens des territoires d'outre-mer) et G (1975 : pharmaciens biologistes).
Divers documents mentionnent son prénom orthographié Frank,.

## Distinctions
- Médaille de la Résistance française avec rosette (20 novembre 1946)[7]

## Fonctions politiques
- Secrétaire d'État aux Forces armées (Marine) du gouvernement Bourgès-Maunoury (du 17 juin au 30 septembre 1957)
- Député SFIO du Var (1945-1958)
- Maire de Toulon (1944-1945)